# Hygraula
Hygraula és un gènere d'arnes de la família Crambidae.

## Taxonomia
- Hygraula nitens (Butler, 1880)
- Hygraula pelochyta (Turner, 1937)